# Цалка
Ца́лка (груз. წალკა, вірм. Ծալկա, грец. Τσάλκα) — місто на півдні Грузії, адміністративний центр Цалкського муніципалітету, мхаре (край) Квемо Картлі. 

## Географія
Місто розташоване на південно-східному березі Цалкського водосховища.

## Клімат
У Цалка вологий субтропічний клімат, з помірно холодною зимою та довгим теплим літом.

## Демографія
Відповідно до перепису 2014 року грузини складають 82% населення міста, греки — 14%, азербайджанці — 2%, вірмени — 1%.

## Відомі люди
народились
- Теохаріс Кессидіс — відомий у понтійському світі філософ та історик давньогрецької філософії.
- Іван Саввіді — російський підприємець, власник грецького футбольного клубу «ПАОК».